# Michael Brennicke

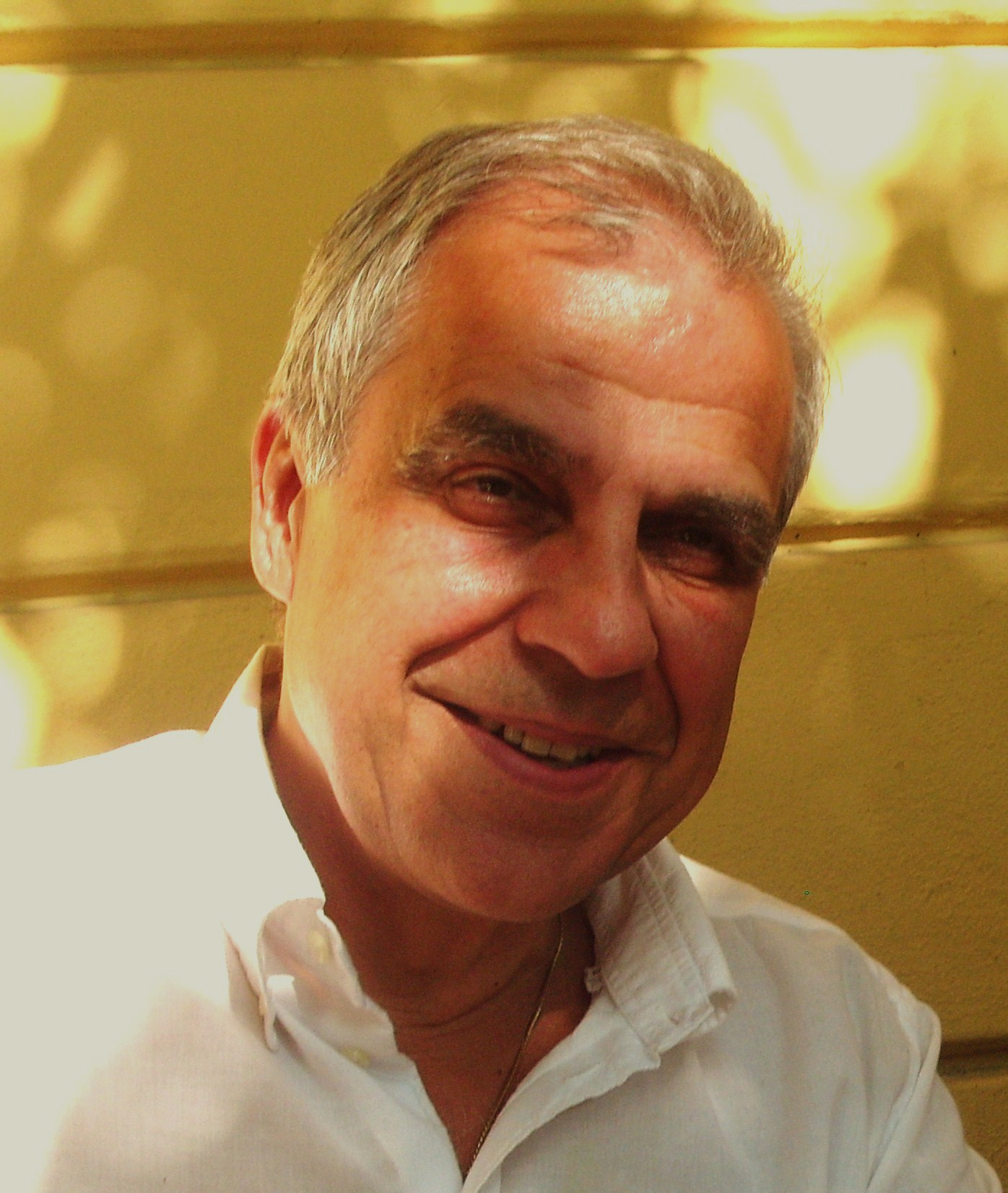
Michael Brennicke im Mai 2009

Michael Brennicke (* 5. Oktober 1949 in München; † 25. März 2019 ebenda) war ein deutscher Schauspieler, Synchronsprecher, Off-Sprecher, Synchronregisseur und Dialogbuchautor. Seine Stimme war vor allem durch die Sendung Aktenzeichen XY … ungelöst bekannt, in der er ab 1989 Off-Sprecher in rekonstruierten Filmfällen war. Darüber hinaus synchronisierte er wiederkehrend den US-amerikanischen Schauspieler Chevy Chase. Des Weiteren arbeitete er auch als Off-Kommentarsprecher für die amerikanischen Dokumentations-Reihen F.B.I. – Dem Verbrechen auf der Spur, sowie in einigen Staffeln Autopsie – Mysteriöse Todesfälle und dessen Ableger Autopsie Spezial.

## Leben und Wirken

### Film und Fernsehen
Der Sohn des Schauspielers und Regisseurs Helmut Brennicke und der Schauspielerin Rosemarie Lang sowie Bruder des Hörfunkmoderators Thomas Brennicke erhielt bereits während seiner Gymnasialzeit privaten Schauspielunterricht bei Adolf Ziegler. Nach seinem Abitur im Jahr 1968 legte er 1969 die Schauspielprüfung ab und studierte mehrere Semester Germanistik, Musikwissenschaft und Psychologie an der Ludwig-Maximilians-Universität München.
Unter der Regie von Fritz Umgelter war Brennicke 1970 neben Marie Versini, Karl-Heinz von Hassel, Volkert Kraeft und Ulli Kinalzik in Es braust ein Ruf wie Donnerhall zu sehen. Es folgten weitere Rollen in Filmen und Fernsehproduktionen, unter anderem im Fernseh-Mehrteiler Die unfreiwilligen Reisen des Moritz August Benjowski (1974), in der Fernsehserie Zwei himmlische Töchter (1978) oder im Tatort. 1978 spielte er in der Derrick-Folge Solo für Margarete mit. Für die ARD-Vorabendserie Auf Achse (1977–1993, Staffeln 1 bis 5) hat Brennicke den bekannten Vorspann „Franz Meersdonk, Günther Willers und ihre Maschinen, 320 PS, sie fahren Terminfracht in aller Herren Länder, auf sie ist Verlass …“ gesprochen.

### Synchronisation
Anfang der 1980er Jahre konzentrierte sich Brennicke auf die Filmsynchronisation. John Pauls-Harding bot ihm die Möglichkeit, Dialogbücher zu Filmen wie Octopussy, Im Angesicht des Todes oder Asterix – Sieg über Cäsar zu verfassen, bevor er im weiteren Verlauf auch Synchronregien übernahm. Brennicke zeichnet unter anderem für die deutsche Tonfassung von Maverick – Den Colt am Gürtel, ein As im Ärmel, Interview mit einem Vampir sowie The Untouchables – Die Unbestechlichen und Serien wie Law & Order, Battlestar Galactica und Stargate Atlantis verantwortlich.
Als Synchronsprecher lieh er beispielsweise Dustin Hoffman in der Komödie Tootsie (1982), in Family Business (1989) und Billy Bathgate (1991) seine Stimme, Chevy Chase in Die schrillen Vier auf Achse (1983), Hilfe, die Amis kommen (1985), Schöne Bescherung (1989) und Community (ab 2011), Kurt Russell in Tequila Sunrise oder Adriano Celentano in Gib dem Affen Zucker (1981) und Wer hat dem Affen den Zucker geklaut? (1982). Von 1981 bis 1982 synchronisierte Michael Brennicke zudem den Adler „Gorgo“ in der 52-teiligen Zeichentrickserie Nils Holgersson. In der Fernsehserie RoboCop (1994) sprach er den Hauptdarsteller Richard Eden als den Protagonisten Alex Murphy / RoboCop.
Von 1989 bis zu seinem Tod gehörte Brennicke, mit einer Unterbrechung von 2003 bis 2006, zu den Off-Sprechern der ZDF-Sendung Aktenzeichen XY … ungelöst, in der er zuvor auch wiederkehrend als Darsteller mitwirkte. Für die privaten Fernsehsender Tele 5 und kabel eins war er als Station-Voice tätig. Neben zahlreichen Kino- und Fernsehtrailern las er zudem Hörbücher, darunter Das Beste von Grimms Märchen.

## Persönliches
Michael Brennicke lebte zuletzt in seiner Heimatstadt München. Er starb am 25. März 2019 im Alter von 69 Jahren. Seine Adoptivtochter Nadeshda Brennicke (* 1973) ist ebenfalls Schauspielerin.

## Hörspiele
- 1985: Warum? Im Namen Gottes (aus der Reihe Afrika: Tradition und Gegenwart) – Regie: Günther Sauer

## Auszeichnungen
- 2009: Synchron-Zuhörerpreis Die Silhouette in der Kategorie Bestes Dialogbuch einer Serie neben Carina Krause für Battlestar Galactica